# Myrsine pronyensis
Myrsine pronyensis är en viveväxtart som först beskrevs av André Guillaumin, och fick sitt nu gällande namn av Ricketson och Pipoly. Myrsine pronyensis ingår i släktet Myrsine och familjen viveväxter. Inga underarter finns listade i Catalogue of Life.